# Franz Heller (Politiker, 1900)
Franz Heller (* 10. Oktober 1900 in Ludwigshafen am Rhein; † 27. November 1970 ebenda) war ein deutscher Politiker (CDU).

## Leben und Beruf
Heller wurde als Sohn eines Malermeisters geboren. Nach dem Schulbesuch absolvierte er eine Malerlehre, die er 1917 mit der Gesellenprüfung abschloss. Er besuchte die Handelsschule, belegte Fachkurse und bestand 1924 die Prüfung als Malermeister. Anschließend arbeitete er im väterlichen Malerbetrieb, wurde zunächst Mitinhaber und war seit 1933 Alleininhaber des Betriebes. Nach der Machtübernahme der Nationalsozialisten wurde er politisch verfolgt, 1941 durch die Gestapo verhaftet und dann für siebzehn Monate inhaftiert.
Nach dem Zweiten Weltkrieg widmete Heller sich dem Wiederaufbau seines Malerbetriebes. Er war von 1946 bis 1963 Landesinnungsmeister und von 1951 bis 1955 Kreishandwerksmeister. Von 1955 bis zu seinem Tode fungierte er als Präsident der Handwerkskammer der Pfalz.

## Partei
Nach 1945 zählte Heller zu den Mitbegründern der Christlich Demokratischen Partei (CDP), aus der später der Landesverband der CDU Rheinland-Pfalz hervorging.

## Abgeordneter
Heller gehörte von 1946 bis 1956 dem Rat der Stadt Ludwigshafen an. Er war 1946/47 zunächst Mitglied der Beratenden Landesversammlung und von 1947 bis 1967 dann Mitglied des Rheinland-Pfälzischen Landtages. Der Landtag wählte ihn zum Mitglied der dritten Bundesversammlung, die 1959 Heinrich Lübke zum Bundespräsidenten wählte.